# Orthochoriolaus chihuahuae
Orthochoriolaus chihuahuae là một loài bọ cánh cứng trong họ Cerambycidae.